# Aisonville-et-Bernoville
Aisonville-et-Bernoville ist eine französische Gemeinde mit 257 Einwohnern (Stand 1. Januar 2022) im Département Aisne in der Region Hauts-de-France.

## Geographie
Die Gemeinde Aisonville-et-Bernoville liegt etwa 18 Kilometer nordöstlich von Saint-Quentin im Norden des Départements Aisne, nahe der Oise. Die nächstgrößere Stadt ist das südöstlich gelegene Guise, die Grenze zum Département Nord ist weniger als 10 Kilometer entfernt. Das Gemeindegebiet erstreckt sich nach Westen und Süden weit über die Bebauungsgrenze hinaus. Die Ortskerne der zwei ursprünglichen Dörfer sind durch die Straße D 68 miteinander verbunden.

## Geschichte
Im Kopialbuch der Abtei Fesmy wird der Ort das erste Mal 1151 unter dem Namen Aisunvilla erwähnt. Der Name leitet sich wohl von einem früheren Bewohner Aizo ab. Bis zur französischen Revolution gehörten die zwei Orte zu zwei separaten Pfarreien, erst bis 1794 wurden die beiden Orte administrativ zusammengelegt. Wie weite Teile des Départements war die Gemeinde Schauplatz heftiger Kämpfe während des Ersten Weltkriegs.
Zwischen 1901 und 1951 war Aisonville-et-Bernoville an das Schienennetz angebunden. Entsprechend der industriellen Stärke der Region, verkehrte ein Zug zwischen Le Catelet und Guise. Aufgrund zurückgehender Profitabilität wurde die Linie nach dem Zweiten Weltkrieg eingestellt. Die Schienen sind heute nicht mehr sichtbar, das Bahnhofsgebäude bewohnt.

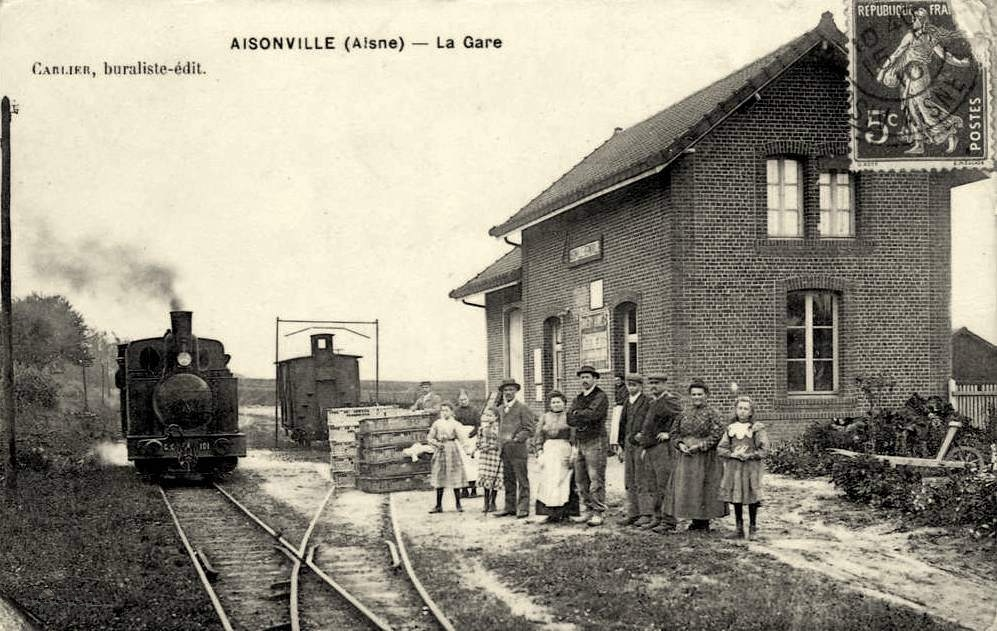
Postkarte des Bahnhofs von 1910.
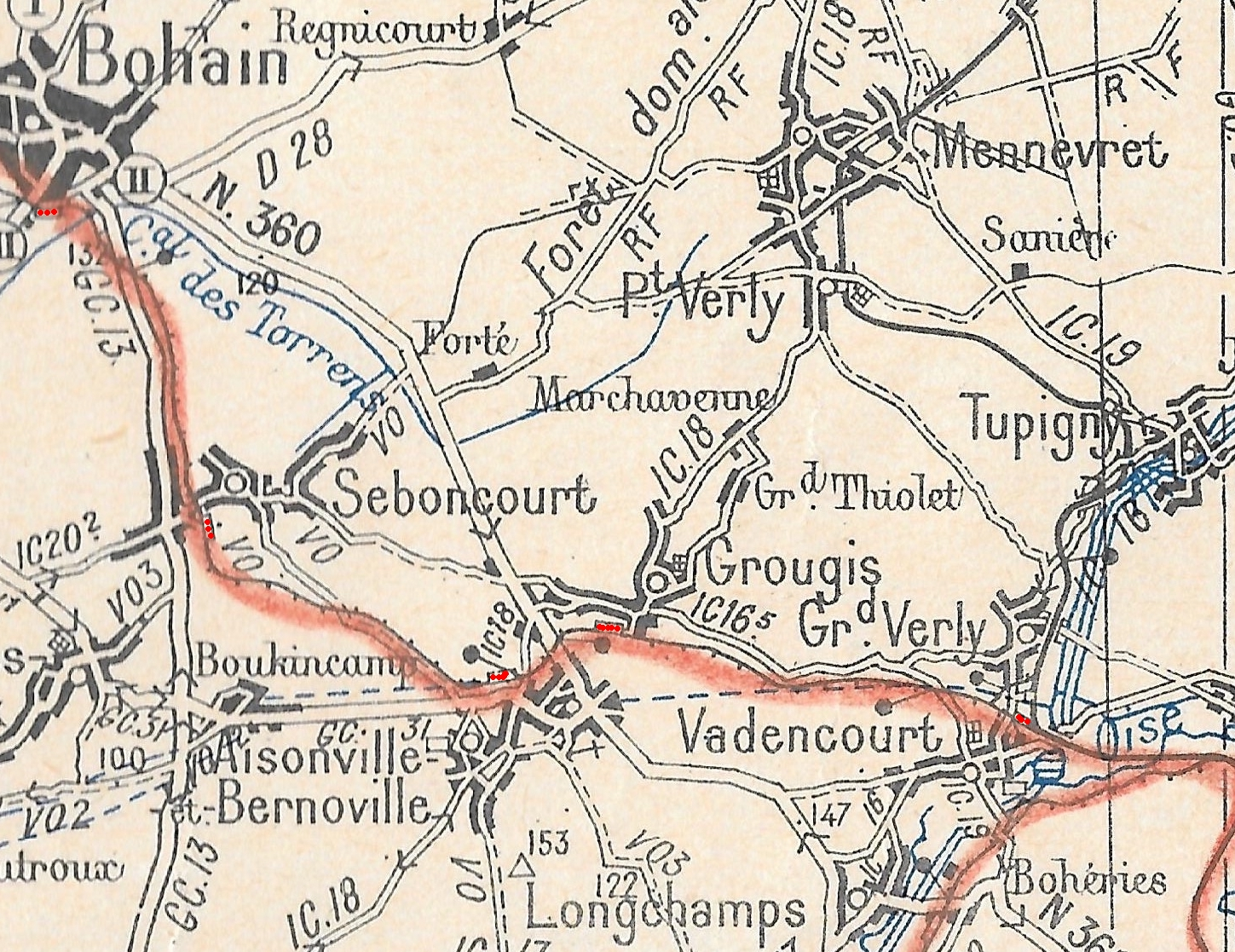
Zeitgenössische Karte der Strecke, der Bahnhof leicht in Rot hervorgehoben.

### Einwohnerentwicklung
| Jahr                       | 1962 | 1968 | 1975 | 1982 | 1990 | 1999 | 2006 | 2014 | 2021 |
| -------------------------- | ---- | ---- | ---- | ---- | ---- | ---- | ---- | ---- | ---- |
| Einwohner                  | 388  | 343  | 300  | 251  | 216  | 291  | 297  | 256  | 259  |
| Quellen: Cassini und INSEE |      |      |      |      |      |      |      |      |      |

## Politik
Das Wahlverhalten der Gemeinde zeigt eine schrittweise Hinwendung zur extremen Rechten des Front National. Bereits 2002 lag Jean-Marie Le Pen im ersten Wahlgang vor Jacques Chirac. Bei allen Wahlen zwischen 2012 und 2017 lagen die Kandidaten des Front National vorne, mit Ausnahme der letzten Parlamentswahlen, bei der sich der Amtsinhaber Jean-Louis Bricout aus dem nahegelegenen Bohain-en-Vermandois knapp durchsetzen konnte. Für den Stadtrat kandidierten exakt so viel Bewerber wie Plätze vorhanden waren, eine politische Konfrontation existiert hier nicht. Die Wahlbeteiligung im Ort lag zuletzt zwischen 60 % und 70 %.

## Kultur und Sehenswürdigkeiten
Hervorzuheben sind die beiden Kirchen der zwei ursprünglichen Ortsteile, Saint-Jean und Notre-Dame-de-la-Nativité und das Château de Bernoville, das zu Beginn des 18. Jahrhunderts für Jacques François de Chastenet de Puységur errichtet wurde und heute teilweise als Monument historique klassifiziert ist. Eine Stele gedenkt der Toten der zwei Weltkriege.

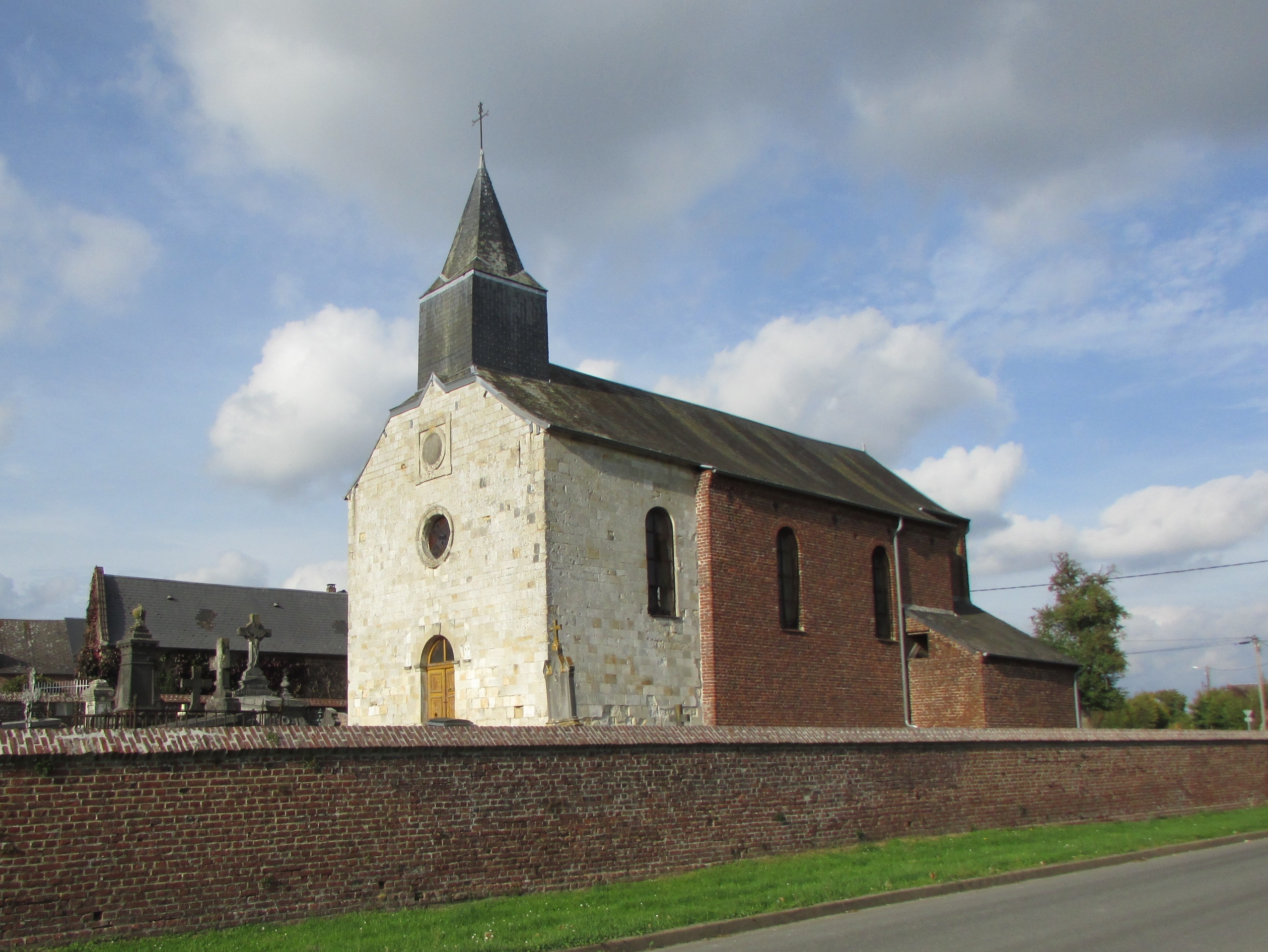
Saint-Jean
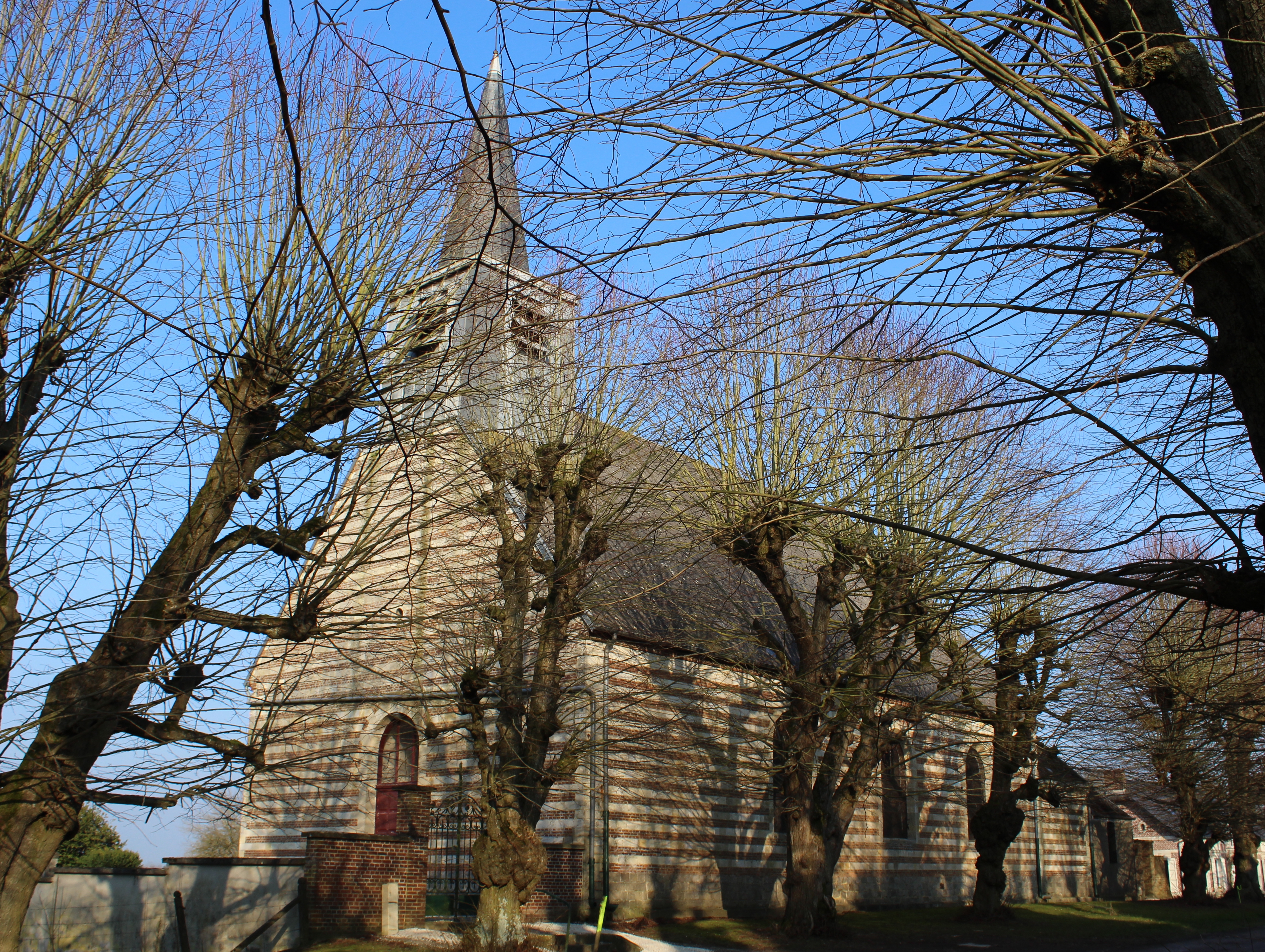
Église Notre-Dame-de-la-Nativité
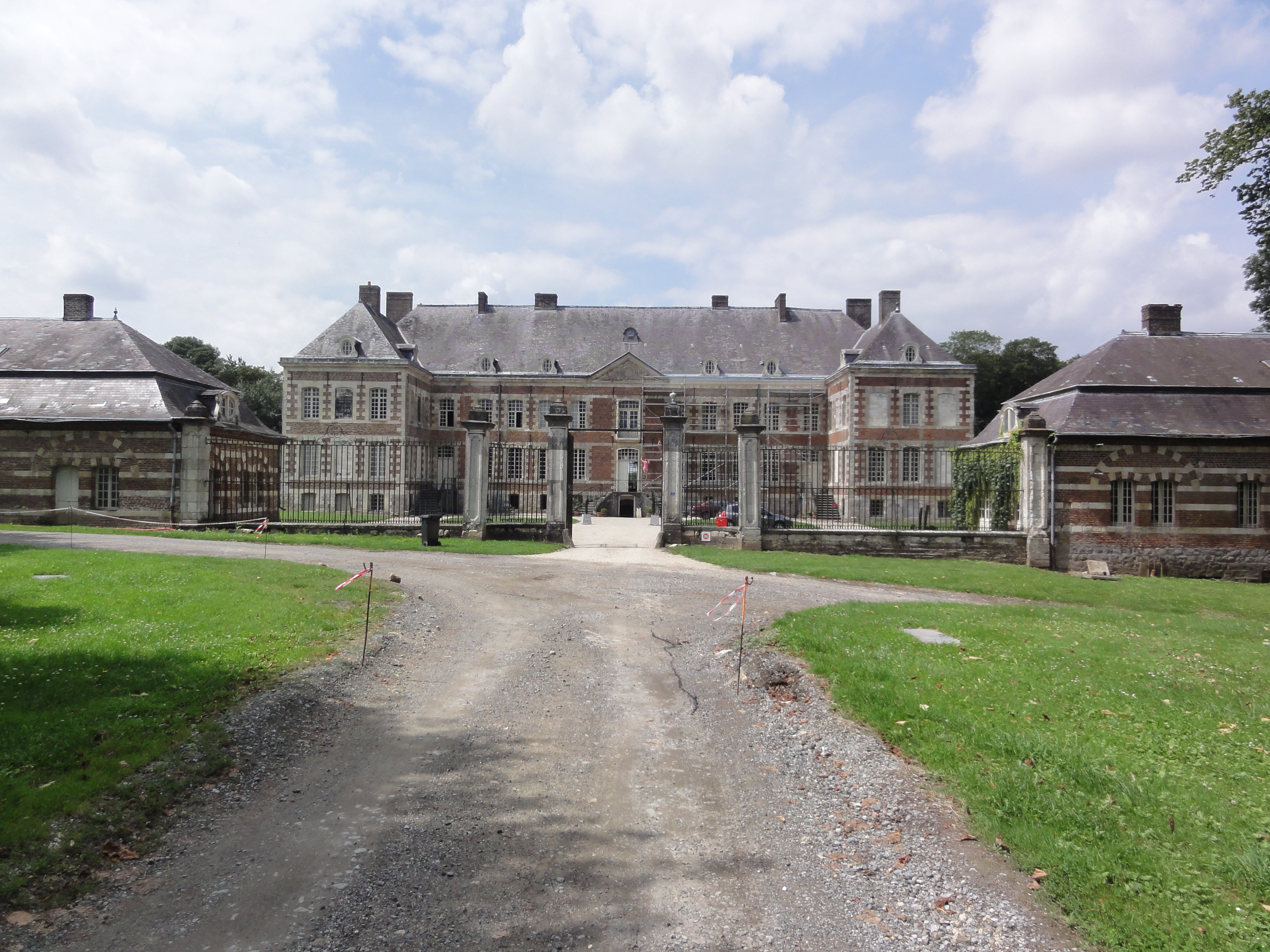
Château de Bernoville
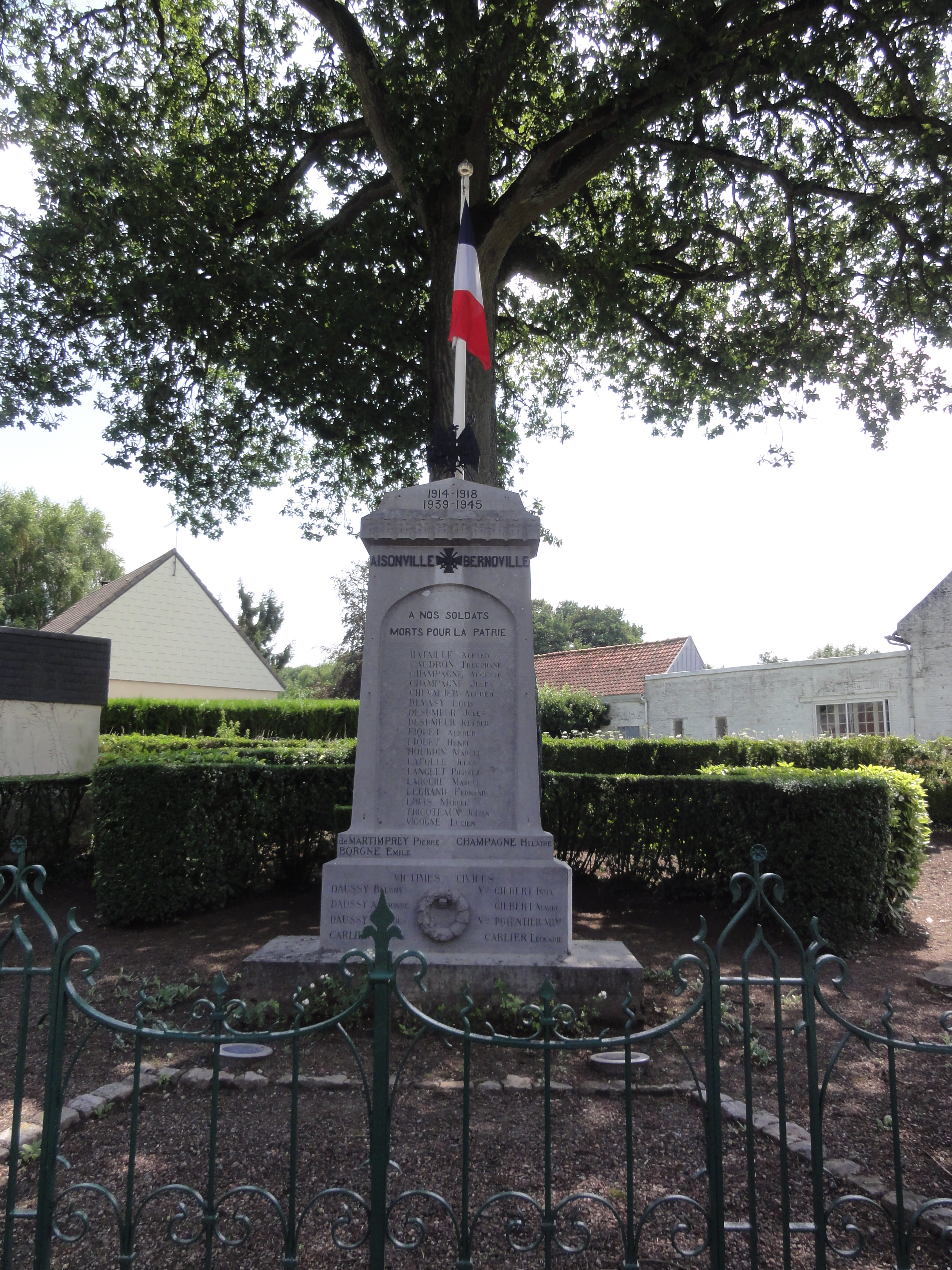
Gedenkstelle für die Opfer der Weltkriege